# Adetus antennatus
Adetus antennatus es una especie de escarabajo del género Adetus, familia Cerambycidae. Fue descrita científicamente por Thomson en 1868.
Habita en México y Panamá. Los machos y las hembras miden aproximadamente 6,8-10,6 mm.